# Sikyón

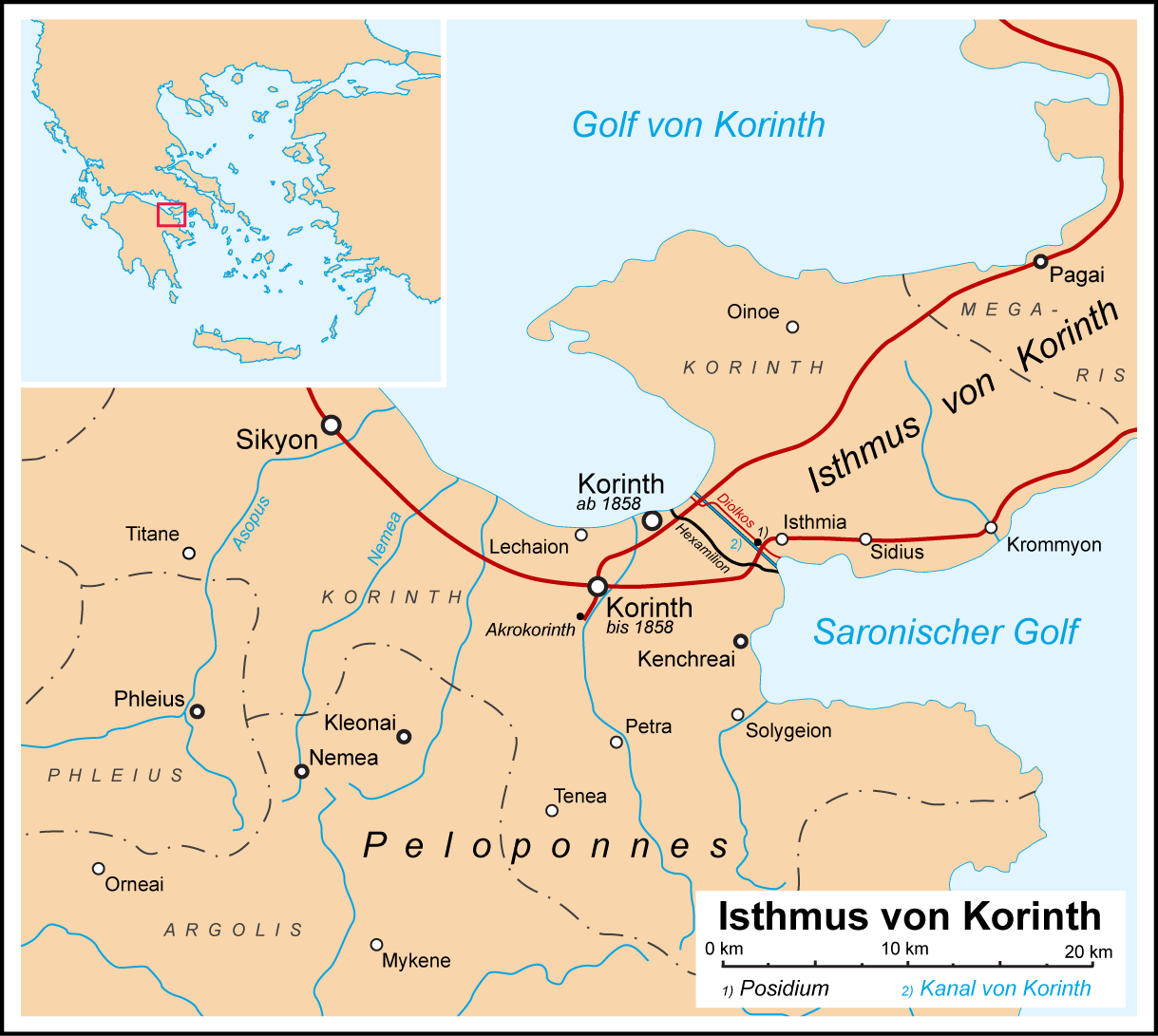
Sikyón na mapě okolí Korintu (popisky v němčině)

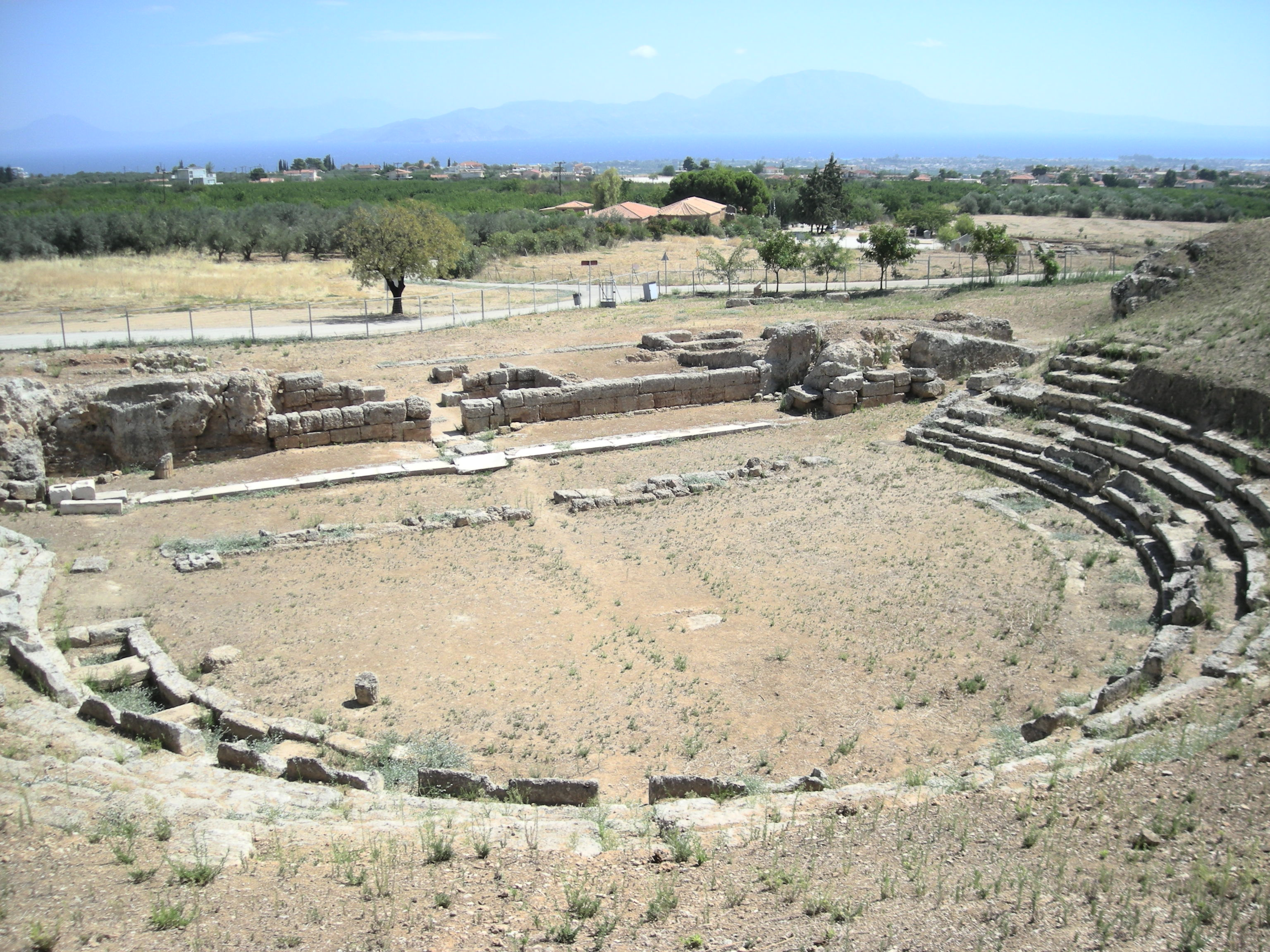
Zříceniny starověkého divadla

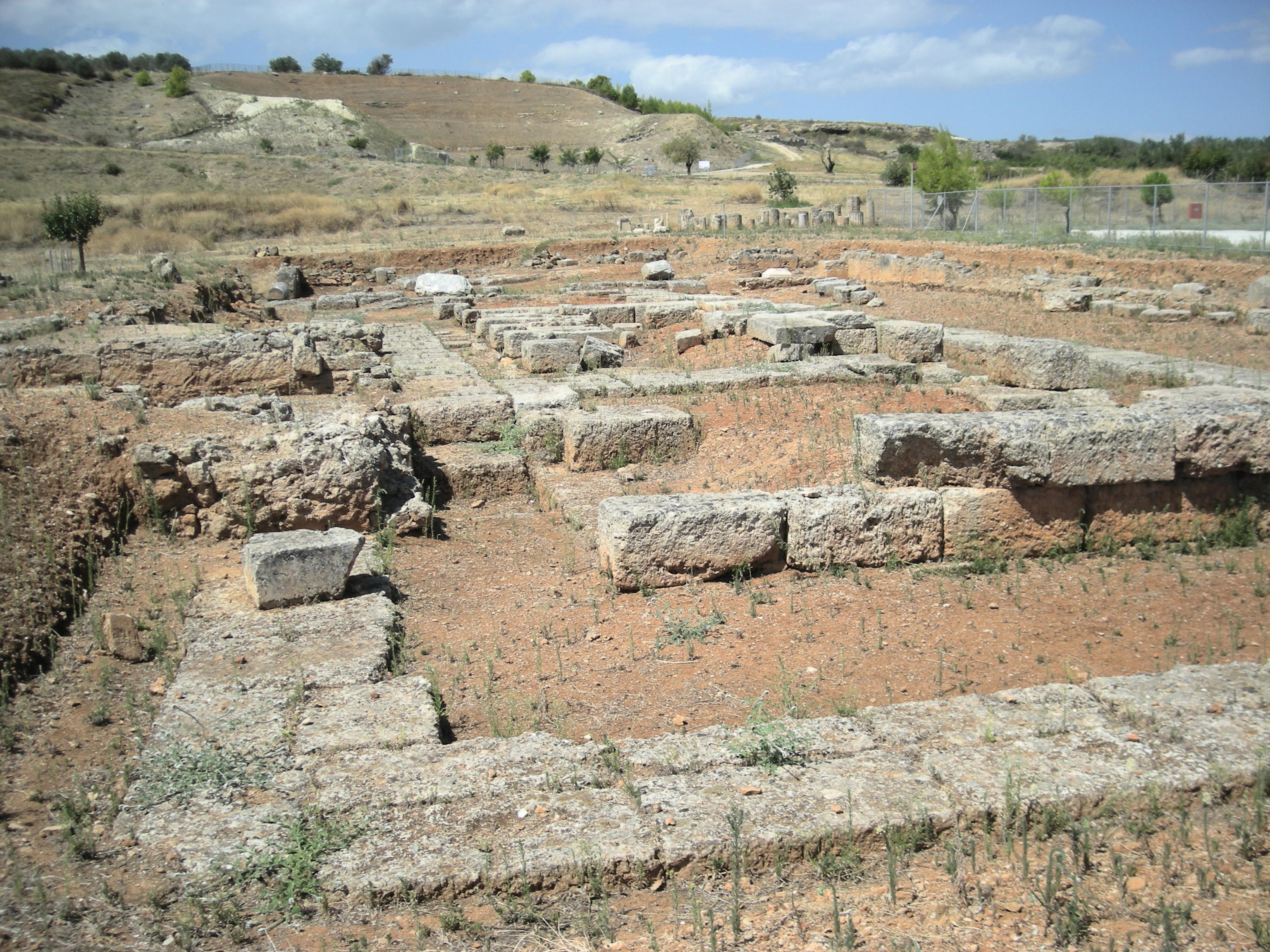
Zříceniny dórského chrámu

Sikyón (starořecky Σικυών) byl jeden z městských států v starověkém Řecku. Ležel na severovýchodě poloostrova Peloponés. Ze starověkého hlediska se nacházel na cestě mezi Korintem a Achaiou, z moderního hlediska jeho pozůstatky spadají do regionální jednotky Korinthie v Peloponeském kraji v Řecku.

## Dějiny
O začátku dějin Sikyónu jsou pouze mytické informace, například první zmínka o sikyónském králi je z Iliady.
V sedmém století př. n. l. založil tyran Orthagoras dynastii, která se udržela u moci přes století. Jeho potomek Kleisthenés je prvním historicky spolehlivě doloženým vládcem – zmiňuje jej Hérodotos a byl také dědečkem slavnějšího athénského státníka stejného jména.
V Peloponéské válce bojoval Sikyón na straně Sparty; podílel se i na Korintské válce a řecko-perských válkách.
Od roku 251 př. n. l. byl Sikyón členem Achajského spolku.
V době Pausaniásově kolem roku 150 n. l. bylo město víceméně zničené.

## Rodáci
Kromě řady zdejších mytických králů pocházely ze Sikyónu například následující osobnosti:
- Bykelos ze Sikyónu (5. stol. př. n. l.), boxer
- Lysippos (přibližně 400 – 330 př. n. l.), sochař

## Odraz v novověké kultuře
Hlavní postavou opery Olympiáda od Josefa Myslivečka je sikyónský král.